# Michał Wojciechowski (futsalista)
Michał Wojciechowski (ur. 9 lipca 1988) – polski futsalista, zawodnik z pola, zawodnik FC Toruń. Reprezentant Polski w futsalu.

## Kariera klubowa

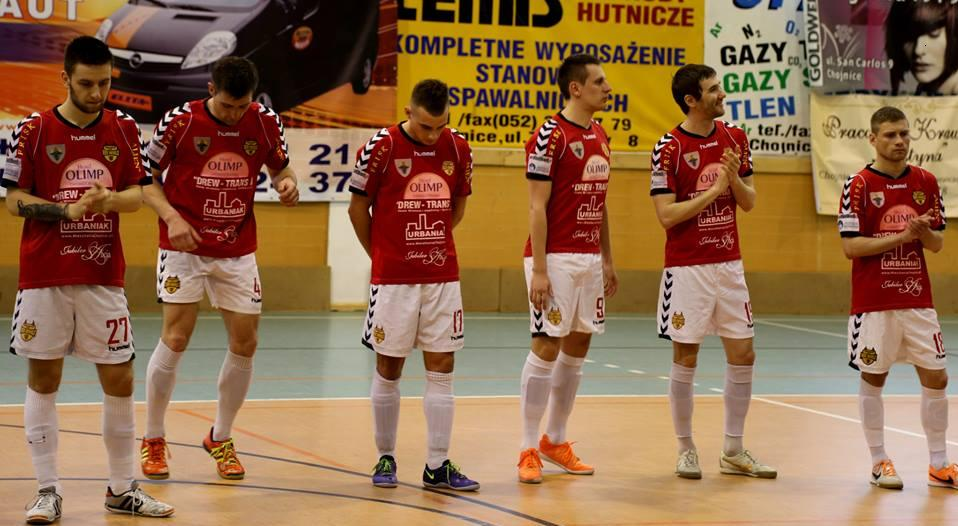
Prezentacja drużyny Red Devils Chojnice przed meczem z Wisłą Krakbet Kraków, Michał Wojciechowski czwarty od lewej strony.

Michał Wojciechowski swoją karierę w ekstraklasie futsalu rozpoczynał w 2007 r. w Akademii FC Pniewy, której barwy reprezentował do rozpadu klubu w 2012 r. W barwach pniewskiego trzykrotnie zdobywał Mistrzostwo Polski. Dla Akademii zdobył w sumie osiemnaście bramek. Kolejnym klubem Wojciechowskiego był Marwit Toruń, w którym występował w sezonie 2012/2013. Jako zawodnik Marwitu dziesięć razy wpisał się na listę strzelców. W sezonie 2013/2014 reprezentował klub Red Devils Chojnice, dla którego w dwudziestu jeden meczach strzelił siedem bramek. Od sezonu 2014/2015 jest zawodnikiem FC Toruń.

## Kariera reprezentacyjna
Michał Wojciechowski początkowo występował w reprezentacji U-21, dla której strzelił jedną bramkę. W 2011 r. zadebiutował w pierwszej reprezentacji, dla której strzelił dwie bramki.

### Bramki w reprezentacji Polski U-21
Źródła:
| l.p. | Data             | Przeciwnik | Rezultat | Rozgrywki             |
| ---- | ---------------- | ---------- | -------- | --------------------- |
| 1.   | 21 września 2008 | Słowacja   | 2-4      | Turniej Trzech Państw |

### Bramki w reprezentacji Polski
Źródła:
| l.p. | Data              | Przeciwnik        | Rezultat | Rozgrywki                     |
| ---- | ----------------- | ----------------- | -------- | ----------------------------- |
| 1.   | 14 kwietnia 2012  | Czarnogóra        | 3-0      | towarzyski                    |
| 2.   | 29 września 2012  | Słowacja          | 4-4      | Turniej Państw Wyszehradzkich |
| 3.   | 9 czerwca 2013    | Stany Zjednoczone | 2-4      | towarzyski                    |
| 4.   | 9 czerwca 2013    | Stany Zjednoczone | 2-4      | towarzyski                    |
| 5.   | 16 listopada 2013 | Gibraltar         | 13-1     | towarzyski                    |
| 6.   | 4 stycznia 2014   | Walia             | 8-1      | towarzyski                    |
| 7.   | 24 kwietnia 2014  | Rumunia           | 5-4      | towarzyski                    |